# Resimaguina modesta
Resimaguina modesta är en insektsart som beskrevs av Young 1986. Resimaguina modesta ingår i släktet Resimaguina och familjen dvärgstritar. Inga underarter finns listade i Catalogue of Life.